# Cucurbita andreana
Cucurbita andreana là một loài thực vật có hoa trong họ Cucurbitaceae. Loài này được Naudin mô tả khoa học đầu tiên năm 1896.
Loài Cucurbita maxima có nguồn gốc từ Nam Mỹ từ C. andreana hoang dã hơn 4.000 năm trước. Hai loài lai tạo khá dễ dàng nhưng có mức calci khác nhau đáng kể. C. andreana có hoa màu vàng và quả sọc xanh sáng. Nó thích ánh nắng mặt trời đầy đủ và đất thoát nước tốt. 